# Ianuarie 1992
Acest articol este generat integral pe baza informațiilor din articolul 1992 și este actualizat periodic de un robot.
 Editările făcute în articol vor fi șterse la următoarea actualizare! Dacă doriți să faceți modificări, editați articolul-sursă.

ianuarie -
februarie -
martie -
aprilie -
mai -
iunie -
iulie -
august -
septembrie -
octombrie -
noiembrie -
decembrie
Ianuarie 1992 a fost prima lună a anului și a început într-o zi de miercuri.

## Evenimente
- 1 ianuarie: Portugalia preia Președinția Consiliului Comunităților Europene.
- 1 ianuarie: Boutros Boutros-Ghali din Egipt îl înlocuiește pe Javier Pérez de Cuéllar din Peru, ca secretar general al Națiunilor Unite.
- 2 ianuarie: Deschiderea pentru public a arhivelor STASI (poliția secretă est-germană).
- 7 ianuarie: România: A început recensământul populației și al locuințelor. Acțiunea s-a încheiat la 14 ianuarie 1992.
- 15 ianuarie: Două din cele șase republici componente, Slovenia și Croația, ale Iugoslaviei își câștigă independența și recunoașterea internațională în câteva state occidentale.
- 27 ianuarie: România a semnat Tratatul de prietenie, colaborare și bună vecinatate cu Bulgaria.

## Nașteri
- 1 ianuarie: Jack Andrew Garry Wilshere, fotbalist englez
- 2 ianuarie: Vadim Anohin, scrimer rus
- 2 ianuarie: Marko Simonovski, fotbalist macedonean (atacant)
- 3 ianuarie: Carlotta Maggiorana, actriță italiană
- 4 ianuarie: Serghei Țîganov, fotbalist rus (atacant)
- 4 ianuarie: Olga Cebotari, vice-prim-ministru pentru reintegrare al Republicii Moldova
- 6 ianuarie: Cristian Efros, fotbalist și antrenor din R. Moldova
- 7 ianuarie: Ionuț Năstăsie, fotbalist român
- 8 ianuarie: Koke (Jorge Resurrección Merodio), fotbalist spaniol
- 8 ianuarie: Koke, fotbalist spaniol
- 10 ianuarie: Emmanuel Yaw Frimpong, fotbalist ghanez
- 10 ianuarie: Šime Vrsaljko, fotbalist croat
- 11 ianuarie: Daniel Carvajal Ramos, fotbalist spaniol
- 11 ianuarie: Filip Bradarić, fotbalist croat
- 15 ianuarie: Kastriot Luan Dermaku, fotbalist albanez
- 16 ianuarie: Alin Ionuț Cârstocea, fotbalist român
- 16 ianuarie: Maja Keuc, cântăreață slovenă
- 19 ianuarie: Niklas Robert Bärkroth, fotbalist suedez (atacant)
- 19 ianuarie: Logan Lerman, actor american
- 19 ianuarie: Mac Miller (Malcolm James McCormick), cântăreț american (d. 2018)
- 19 ianuarie: Bogdan Planić, fotbalist sârb
- 23 ianuarie: Xu Anqi, scrimeră chineză
- 23 ianuarie: Adrian Graur, cântăreț, compozitor și textier din Republica Moldova
- 24 ianuarie: Marko Dmitrović, fotbalist sârb (portar)
- 24 ianuarie: Kevin Krawietz, jucător de tenis german
- 26 ianuarie: Sasha Banks, wrestleriță americană
- 26 ianuarie: Vahyt Orazsakhedov (n. Wahyt Sähetmyradowiç Orazsähedow), fotbalist turkmen (atacant)
- 26 ianuarie: Marvin Plattenhardt, fotbalist german
- 28 ianuarie: Suzana Lazović, handbalistă muntenegreană
- 30 ianuarie: Filip Đuričić, fotbalist sârb (atacant)
- 31 ianuarie: Adrian Avrămia, fotbalist român

## Decese
Grace Murray Hopper (n. Grace Brewster Murray), 85 ani, informaticiană și contraamiral în marina militară a SUA (n. 1906)
Konrad Bleuler, fizician elvețian (n. 1912)
Judith Anderson, 94 ani, actriță americană de film de etnie australiană (n. 1897)
Anton Dumitriu, 86 ani, matematician român (n. 1905)
Barbara Couper, 89 ani, actriță britanică (n. 1903)
Henri Queffélec, 81 ani, scriitor francez (n. 1910)
Shelagh Roberts, 67 ani, politiciană britanică (n. 1924)
Derek Walker-Smith (Derek Colclough Walker-Smith), 81 ani, politician britanic (n. 1910)
Aretin Corciovei, 61 ani, fizician român (n. 1930)
Ion Vlad, sculptor român (n. 1920)
Ioan Cherteș, 80 ani, episcop român, deținut politic (n. 1911)